# Orbital Sciences X-34

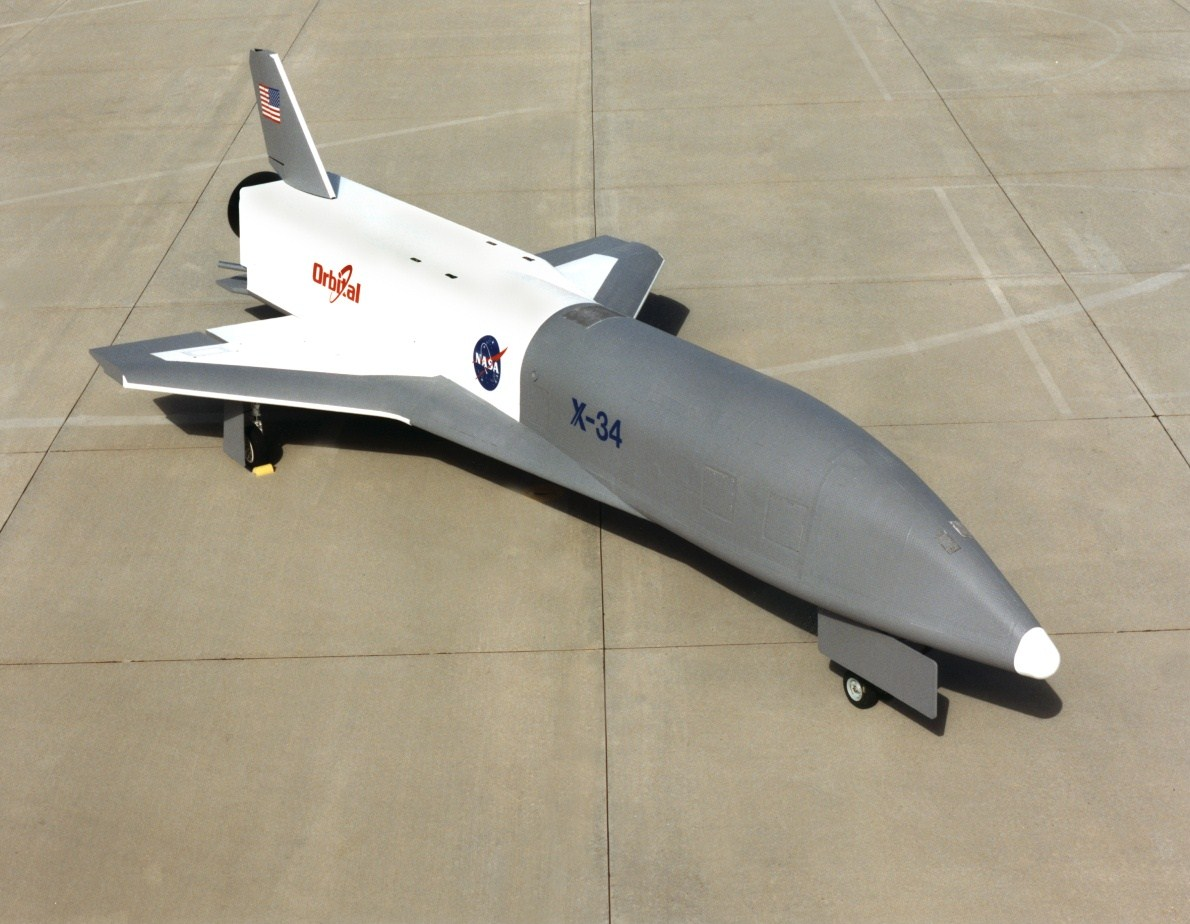
Orbital Sciences X-34

Die Orbital Sciences X-34 war ein autonomes pilotenloses Fluggerät des US-Raumfahrtkonzerns Orbital Sciences Corporation. Es war als kostengünstige Testumgebung für neue Technologien gedacht, die in eine Raumfähre integriert werden könnten.

## Geschichte
Die X-34 war als autonomes pilotenloses Fluggerät gedacht, das von einem Raketentriebwerk bis auf Mach 5 beschleunigt wird und bis zu 25 Testflüge pro Jahr durchführen sollte. Der triebwerkslose Prototyp wurde jedoch nur für Testflüge im Schlepptau anderer Flugzeuge eingesetzt, bis das Projekt 2001 aus Kostengründen abgebrochen wurde.

## Daten
| Kenngröße  | Daten                                                     |
| ---------- | --------------------------------------------------------- |
| Erstflug   | 29. Juni 1999, getragen von einer Lockheed L-1011 TriStar |
| Hersteller | Orbital Sciences Corporation                              |
| Spannweite | 8,2 m                                                     |
| Länge      | 17,7 m                                                    |
| Besatzung  | 0 (ferngesteuert)                                         |